# Non ti conosco più amore
Pour plus de détails, voir Fiche technique et Distribution.
Non ti conosco più amore est un film italien réalisé par Sergio Corbucci, sorti en 1980. 
Le scénario est une adaptation de la pièce d'Aldo De Benedetti Non ti conosco più (1932) déjà portée à l'écran par Nunzio Malasomma en 1936.

## Fiche technique
- Titre : Non ti conosco più amore
- Réalisation : Sergio Corbucci
- Scénario : Riccardo Aragno, Sabatino Ciuffini, Iaia Fiastri et Cesare Frugoni
- Photographie : Luigi Kuveiller
- Musique : Gianni Ferrio
- Pays d'origine :  Italie
- Genre : Comédie
- Durée : 102 minutes (1 h 42)
- Date de sortie : 1980

## Distribution
- Monica Vitti : Luisa
- Johnny Dorelli : Paolo
- Gigi Proietti : Alberto
- Donatella Damiani : Allegra
- Franca Valeri : Maritza
- Mario Donatone